# Edu e Bethania
 Edu e Bethania  é um álbum de estúdio feito em parceria entre o cantor e compositor Edu Lobo e a cantora Maria Bethânia, lançado em 1967 pela gravadora Elenco.
Este foi o segundo álbum de estúdio de Bethânia, que na época ainda era uma artista iniciante, tentando se firmar como cantora.

## Antecedentes, gravação e composição
Maria Bethânia, que na época ainda era uma artista iniciante tentando se firmar como cantora, foi convidada pelo também iniciante Edu para participar do disco e cantou em cinco canções do disco, sendo duas solo, "Borandá" e "Só Me Fez Bem", e três em parceria com Edu, "Cirandeiro", "Sinherê" e "Pra dizer Adeus". Destas, a canção "Pra Dizer Adeus" fez grande sucesso na época e colocou a cantora no roll das grandes cantoras do Brasil.
Lançado em 1967 pela gravadora Elenco, o disco conta com 10 canções, sendo duas de autoria de Edu e as outras oito tendo Edu em parceria com os compositores José Carlos Capinam, Torquato Neto, Gianfrancesco Guarnieri e Vinicius de Moraes.

## Lançamento em CD
Em 2003, o álbum foi remasterizado por Carlos Freitas e Jade Pereira, e lançado em formato de CD pela gravadora Universal em 10 de agosto de 2004. O relançamento contém exatamente as mesmas 10 faixas encontradas na versão em LP, a contracapa, porém, distingue do original. Enquanto que a versão em vinil traz uma foto de Edu e outra de Bethânia e inclui um texto de Edu Lobo, na versão em disco digital estas fotos foram transferidas para a parte interna do disco e, em seu lugar, foi incluso um texto de autoria de Ruy Castro.

## BoxMaria

### Capa e contracapa
A capa original do álbum Edu e Bethania foi reeditado, em 2011, para o lançamento do box Maria, lançado simultaneamente com o box Bethânia, os quais compilam toda a discografia da cantora Maria Bethânia. Autor da foto utilizada na capa do LP, o fotógrafo Pedro Moraes vetou o uso da imagem na nova reedição. A gravadora Universal Music e o produtor Rodrigo Faour optaram, então, por utilizar uma capa alternativa, semelhante à do original mas sem a foto que mostra Maria Bethânia abraçada a Edu Lobo. Assim como aconteceu no lançamento em CD, a contracapa não leva a foto original do LP, nem o texto original de Edu Lobo, o que eleva a cotação no mercado fonográfico das cópias originais de Edu e Bethania, lançadas em LP. Nesta edição foi, também, adicionado o acento circunflexo ao nome Bethânia no título do disco. Algo que nenhuma das edições anteriores havia apresentado até então.

## Lista de faixas
| N.º            | Título                                        | Compositor(es)                    | Duração |  |
| 1.             | "Upa, Neguinho" (Edu Lobo)                    | Edu Lobo, Gianfrancesco Guarnieri | 2:17    |  |
| 2.             | "Cirandeiro" (Edu Lobo e Maria Bethânia)      | Edu Lobo, José Carlos Capinam     | 3:42    |  |
| 3.             | "Sinherê" (Edu Lobo e Maria Bethânia)         | Edu Lobo, Gianfrancesco Guarnieri | 2:44    |  |
| 4.             | "Lua Nova" (Edu Lobo)                         | Edu Lobo, Torquato Neto           | 2:30    |  |
| 5.             | "Candeias" (Edu Lobo)                         | Edu Lobo                          | 2:52    |  |
| 6.             | "Borandá" (Maria Bethânia)                    | Edu Lobo                          | 3:20    |  |
| 7.             | "Pra Dizer Adeus" (Edu Lobo e Maria Bethânia) | Edu Lobo, Torquato Neto           | 4:14    |  |
| 8.             | "Veleiro" (Edu Lobo)                          | Edu Lobo, Torquato Neto           | 3:12    |  |
| 9.             | "Só Me Fez Bem" (Maria Bethânia)              | Edu Lobo, Vinicius de Moraes      | 2:04    |  |
| 10.            | "O Tempo E O Rio" (Edu Lobo)                  | Edu Lobo, José Carlos Capinam     | 5:18    |  |
| Duração total: | Duração total:                                | Duração total:                    | 32:53   |  |

## Créditos
Lista-se abaixo os profissionais envolvidos no processo de elaboração do álbum, de acordo com o acompanhante encarte do disco: